# Skogsbergia
Skogsbergia is een geslacht van kreeftachtigen uit de klasse van de Ostracoda (mosselkreeftjes).

## Soorten
- Skogsbergia abei Yamada & Hiruta, 2005
- Skogsbergia calyx Kornicker, 1992
- Skogsbergia caudata (Cleve, 1905) Poulsen, 1962
- Skogsbergia chungi Chavtur, 1989
- Skogsbergia costai Kornicker, 1974
- Skogsbergia crenulata Poulsen, 1962
- Skogsbergia curvata Poulsen, 1962
- Skogsbergia galapagensis Kornicker & Iliffe, 1989
- Skogsbergia hesperida (Mueller, 1906) Poulsen, 1962
- Skogsbergia hesperidea (Muller, 1906)
- Skogsbergia iota Kornicker, 1992
- Skogsbergia lerneri (Kornicker, 1958) Kornicker, 1974
- Skogsbergia mediterranea (Costa, 1845) Poulsen, 1962
- Skogsbergia megalops (Sars, 1872) Poulsen, 1962
- Skogsbergia menezi Kornicker, 1970
- Skogsbergia minuta Poulsen, 1962
- Skogsbergia plax Kornicker, 1992
- Skogsbergia sarsi (Mueller, 1912) Poulsen, 1962
- Skogsbergia solox Kornicker in Kornicker & Thomassin, 1998
- Skogsbergia squamosa (Mueller, 1894) Poulsen, 1962
- Skogsbergia strophinx Kornicker, 1991
- Skogsbergia tenax Kornicker in Kornicker & Poore, 1996
- Skogsbergia vivax Kornicker in Kornicker & Poore, 1996